# Angst und Einsamkeit
Angst und Einsamkeit (Originaltitel: Inside Out) ist ein US-amerikanisches Filmmelodram des Regisseurs Robert Taicher aus dem Jahr 1986 mit Elliott Gould in der Hauptrolle. Die deutschsprachige Erstaufführung fand 1991 auf dem Bezahlsender Premiere statt.

## Handlung
Der New Yorker Geschäftsmann Jimmy Morgan leidet an Agoraphobie und verlässt daher seine Luxuswohnung nicht. In dieser wohnt und arbeitet er. Völlig abgeschottet von der Außenwelt, stürzt er in Depressionen, als seine Tochter Amy ihm mitteilt, dass sie nach Chicago zieht und sein Geschäftspartner durch eine Fehlspekulation die eigene Firma in den Ruin getrieben hat. Fortan scheint das Leben für ihn keinen Sinn mehr zu haben.

## Kritik
Das Lexikon des internationalen Films empfand den Film als „insbesondere in der Hauptrolle einfühlsam gespielt, aber ohne Inspiration inszeniert.“
Walter Goodman ließ in der New York Times kein gutes Haar am Melodram: „Der Film ackert sich von der Katastrophe zur bestätigten Katastrophe und schließlich zum katastrophal schleimigen Schluss, mit Dialogen, die so wertlos wie Jimmys Betrieb und so leidenschaftslos wie sein Buchmacher sind.“

## Hintergrund
Als Produktionsfirma war Agoraphobe beteiligt. Hemdale Films Tochterunternehmen Hemdale Home Video besaß die Verleihrechte für VHS bis zum Jahr 2011. Seitdem besitzt MGM Home Entertainment die Rechte für den DVD-Vertrieb. 
Das Filmdrama erhielt eine Nominierung als Bester Film bei dem Chicago International Film Festival. 